# Frederick Koehler
Pour les articles homonymes, voir Koehler.
Frederick Koehler est un acteur américain né le 16 juin 1975 à Jackson Heights (Queens), New York (États-Unis).

## Filmographie

### Cinéma
- 1983 : Mister Mom : Alex Butler
- 1987 : Le Dragueur (The Pick-up Artist) : Richie
- 1991 : Un baiser avant de mourir (A Kiss Before Dying) : Mickey'
- 2001 : Pearl Harbor : Wounded Sailor #3
- 2002 : A.K.A. Birdseye : Ben Sharpless
- 2002 : Les Divins Secrets (Divine Secrets of the Ya-Ya Sisterhood) : Pete Abbott
- 2005 : The Storyteller : Dennis
- 2005 : Dependency : Dave
- 2005 : Domino : Chuckie
- 2006 : Little Chenier : Pemon Dupuis
- 2008 : Course à la mort (Death Race) : Lists
- 2010 : Death Race 2 : Lists
- 2013 : Death Race: Inferno (Death Race 3: Inferno) : Lists
- 2017 : The Evil Within : Dennis
- 2018 : Death Race: Anarchy (Death Race: Beyond Anarchy) : Lists
- 2021 : Une affaire de détails (The Little Things) de John Lee Hancock : Stan Peters

### Télévision
- 1984 : The Almost Royal Family : Jimmy Henderson
- 1984 : Kate & Allie (Aline et Cathy): Chip Lowel
- 1984 : He's Fired, She's Hired : Lexy Grier
- 1987 : Tender Places
- 1989 : Night Walk : Eric Miller
- 1970 : La Force du destin ("All My Children") : Oyster Cracker (1997-1998)
- 1999 : Oz : Andrew Schillinger
- 1993 : Complot meurtrier contre une pom-pom girl (The Positively True Adventures of the Alleged Texas Cheerleader-Murdering Mom) : Shane Harper'
- 1999 : Paramour
- 2002 : Disparition ("Taken") : Lester
- 2002 : Charmed : Serviteur du démon Nécron
- 2004 : Malcolm : conseiller d'éducation
- 2004 : Cold Case : Neil Baudry
- 2005 : Le Cœur en sommeil (Touched) : Thomas Martin
- 2009 : Mentalist : saison 1 épisode 9
- 2009 : Castle : saison 1 épisode 8 : Adam Pike
- 2009 : Dexter : saison 4 épisode 11 : voisin de Kyle Butler
- 2010 : Bones : saison 6 épisode 7 : Chocolat chow
- 2010 : Lost : Les Disparus : saison 6 épisode 11 : Seamus
- 2011 : Grimm : saison 1 épisode 9 : Martin Burgess
- 2013 : NCIS : saison 10 épisode 23 : Simon Gravy
- 2013 : Esprits criminels : saison 9 épisodes 1 et 2 : Wallace Hines / Jesse Gentry
- 2014 : Perception : saison 3 épisode 2 : George « the ghost »
- 2015 : Backstrom : saison 1 épisode 5 : Wesley Lewis
- 2016 : Les Experts : Cyber : saison 2 épisode 4 : Oliver